# Das schönste Freudenhaus in Texas
Das schönste Freudenhaus in Texas (englischer Originaltitel The Best Little Whorehouse in Texas) ist eine US-amerikanische Musical-Komödie von 1982 mit Burt Reynolds und Dolly Parton. Regie führte Colin Higgins. Der Film basiert auf dem Musical gleichen Namens von Carol Hall. Vorbild war die Geschichte des Bordells Chicken Ranch im texanischen Fayette County.

## Handlung
Mona Stangley hat das seit 1910 bestehende Bordell Hühnerhaus, das einen herausragenden Ruf in Texas genießt, von der früheren Chefin übernommen. Mit dem Sheriff Ed Earl Dodd verbindet sie eine langjährige Affäre. Als der egozentrische Fernsehreporter Melvin P. Thorpe einen Kreuzzug gegen das Etablissement führen will, setzt der Sheriff seinen Ruf aufs Spiel, um die Ranch zu retten. Er jagt ihn unter Applaus der Bevölkerung aus der Stadt. Doch diese Filmaufnahmen bringen den Sheriff in Bedrängnis. Er bittet Mona nun, für zwei Monate zu schließen, bis sich die Wogen geglättet hätten. Doch Mona lässt die aktuell siegreiche Football-Mannschaft ins Haus. Der Reporter Thorpe kann ins Haus eindringen und ihm gelingen entlarvende Filmaufnahmen von unsittlichem Treiben. Nun wagt der Sheriff noch einen letzten Versuch, indem er den Gouverneur von Texas zu beschwichtigen versucht. Doch jener, zunächst unsicher, schaut auf die Umfrageergebnisse, und diese sind für eine Schließung. Enttäuscht muss der Sheriff Mona nun doch die Schließung anordnen.
Als alle Mädchen gegangen sind, beichtet er Mona seine Liebe. Und ihm kommt eine neue Idee: Ein neues Hühnerhaus in einer anderen Stadt zu eröffnen, gemeinsam mit Mona.

## Kritik
„Enthält die Geschichte auch manch treffenden Seitenhieb auf die bürgerliche Scheinheiligkeit, so ist sie als Musical enttäuschend: Die Melodien sind einfallslos, und zündende Songs fehlen ganz“, meinte das Lexikon des internationalen Films.

## Auszeichnungen
Charles Durning wurde für seine Rolle als Gouverneur für den Oscar 1983 als Bester Nebendarsteller nominiert. Der Film erhielt zwei Golden-Globe-Nominierungen; einmal für Dolly Parton als Beste Hauptdarstellerin – Komödie oder Musical und eine weitere als Bester Film – Komödie oder Musical.